# Ferdinand Walsin Esterhazy
Marie Charles Ferdinand Walsin-Esterházy (Parigi, 16 dicembre 1847 – St Albans, 21 maggio 1923) è stato un militare francese, agente segreto, spia per la Germania. Fu il fattore scatenante dell'Affare Dreyfus, colui che scrisse il documento segreto all'ambasciata tedesca a Parigi, attribuito a Dreyfus, per il quale il capitano alsaziano fu condannato per alto tradimento.

## Biografia

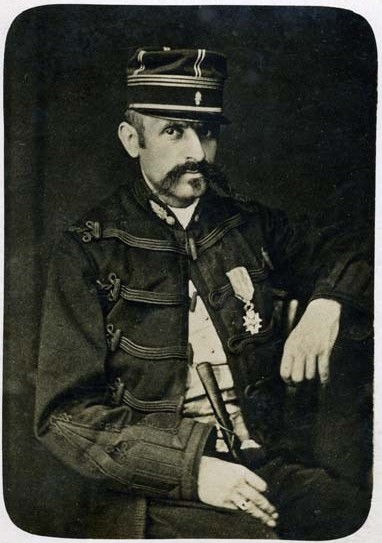
Walsin Esterhazy verso il 1885.

Suo nonno, Jean Marie Auguste Walsin-Esterhazy, nato a Valleraugue nel Gard, era il figlio naturale della contessa Marie Anne Esterhazy di Galantha che ebbe una relazione con il marchese Jean André César de Ginestous, sindaco della città di Le Vigan. Jean Marie Auguste fu adottato dal dottor Walsin, il medico francese della famiglia principesca austro-ungarica. Usò il nome Esterhazy senza il consenso della famiglia, che lo citò in giudizio, ma la corte gli proibì solo di portare il titolo di conte. 
Nato a Parigi, Ferdinand vi frequentò il Liceo Bonaparte. Indubbiamente ispirato da una famiglia militare (suo zio e suo padre erano generali), tentò di entrare alla scuola militare di Saint-Cyr, ma fallì. Si unì poi alla Legione straniera francese di Antibes, che si mescolava con i difensori del papato. Ottenne in maniera fraudolenta la nomina a sottotenente su base provvisoria, senza essere stato un sottufficiale o aver frequentato una scuola militare.
Prese parte alla guerra del 1870. Nel 1874 fu nominato ufficiale d'ordinanza del generale Grenier a Parigi, dove tuttavia si distinse per la sua speculazione sul mercato azionario, le sue relazioni e per i numerosi amori con prostitute. Nel 1877 fu assegnato al controspionaggio, dove incontrò il capitano Hubert Joseph Henry e il capitano Maurice Weil. Fu dal 1894 che iniziò la sua attività come spia per i tedeschi. Collegato all'addetto militare tedesco Maximilian von Schwartzkoppen, gli fornì informazioni, presumibilmente per pagare i suoi debiti. 
Il 6 febbraio 1886, Esterhazy sposò a Parigi Anne-Marie de Nettancourt-Vaubécourt, dalla quale ebbe due figlie: Claire Marie Vérilda Walsin Esterhazy (1887-1963), attrice, conosciuta come Hilda Robesca, e Marie-Alice Armande Valentine Walsin Esterhazy (1889-1976), insegnante di pianoforte.
Nel 1895, succedendo al colonnello Jean Sandherr, l'allora maggiore Georges Picquart scoprì che Esterhazy era l'autore del bordereau Dreyfus. Tuttavia non fu mai processato. Andò in esilio a Londra nel 1898. Nel suo racconto pubblicato dal quotidiano Le Matin nel 1899, egli sostenne di aver scritto il bordereau "sotto dettatura", obbedendo agli ordini dei suoi capi.

### L'affare Dreyfus
Il caso scoppiò nel 1894, in seguito all'accusa di tradimento di Alfred Dreyfus, un ufficiale di artiglieria dell'esercito francese, ebreo alsaziano. Accusato di spionaggio a favore della Germania, fu arrestato il 13 ottobre di quell'anno e, dopo un processo svoltosi a porte chiuse tra il 19 e il 22 dicembre, degradato e condannato ai lavori forzati. La cerimonia di degradazione venne attuata il 5 gennaio 1895 nel cortile dell'École militaire (Scuola Militare): a Dreyfus vennero strappati i gradi e gli venne spezzata la spada di ordinanza, nonostante si dichiarasse innocente e patriota.
Il caso fu riaperto nel 1896 dal maggiore Georges Picquart, nuovo capo dell'Ufficio Informazioni dello Stato Maggiore, il quale presentò ai suoi superiori una relazione nella quale dimostrava l'innocenza del capitano e accusava del fatto il maggiore Ferdinand Walsin Esterházy. Picquart fu rimosso dall'incarico e spedito in zona di guerra.

### Il processo e l'esilio
Nel novembre del 1897, Mathieu, il fratello di Alfred Dreyfus, scrisse al ministro della Guerra per denunciare Esterházy come l'autore dello spionaggio e per contraffazione di documenti. Estherázy domandò allora di essere giudicato, contando sull'appoggio delle influenti amicizie nelle alte sfere militari. Convocato davanti al tribunale militare, il 10 gennaio 1898 il consiglio di guerra si pronunciò all'unanimità per la sua innocenza. Émile Zola pubblicò allora il suo famoso J'accuse. Messo in libertà il 12 agosto 1898 e congedato qualche giorno dopo, si esiliò a Londra. In un suo articolo pubblicato dal quotidiano Le Matin il 18 luglio 1899, confessò di aver contraffatto i documenti del caso "per ordini superiori", stessa cosa che ammetterà un alto ufficiale, il colonnello Hubert J. Henry, prima di suicidarsi. 
Nell'agosto del 1899 si aprì il processo di Rennes, che condannò Dreyfus a dieci anni di prigione con «circostanze attenuanti»; Esterházy non fu neanche convocato. Dal 1903 al 1906 fu corrispondente in Inghilterra del giornale antidreyfusardo La Libre Parole. Nel 1908 si trasferì nella città di Harpenden, nell'est dell'Inghilterra, e nascose la sua identità sotto il nome di conte Jean di Voilemont. Dal 1911 al 1917 scrisse articoli per il giornale L'Éclair. Morì nel 1923 a Harpenden, senza aver mai ricevuto una condanna, ma gli storici sono concordi nell'ascrivere la sua grafia nel bordereau ad un depistaggio con cui - con l'aiuto dei servizi segreti dell'esercito - cercò di allontanare da se stesso i sospetti per relazioni illecite (fornitura di segreti militari dietro pagamento di danaro, forse nell'ambito di un doppio gioco) con l'addetto militare tedesco a Parigi.